# 950年
| 千纪： | 1千纪 |
| 世纪： | 9世纪 \| 10世纪 \| 11世纪 |
| 年代： | 920年代 \| 930年代 \| 940年代 \| 950年代 \| 960年代 \| 970年代 \| 980年代 |
| 年份： | 945年 \| 946年 \| 947年 \| 948年 \| 949年 \| 950年 \| 951年 \| 952年 \| 953年 \| 954年 \| 955年                                                                                              |
| 纪年： | 庚戌年（狗年）；于阗同慶三十九年；辽天祿四年；南汉乾和八年；马楚祐三年，保大八年；后蜀广政十三年；南唐（马楚）保大八年；大理至治五年；后汉（吴越、荆南、马楚）祐三年；日本天曆四年；高丽光德元年 |

## 大事记
- 12月24日——後漢隱帝殺楊邠、史弘肇、王章等權臣，並將開封城內郭威、柴榮和王峻全家屠殺殆盡，鎮守鄴都(今河北大名東北)的郭威在澶州被軍士擁立為帝，建立後周，史稱澶州兵變。
- 馬希萼發動政變，成為馬楚國王，一改過去臣服中原王朝的慣例，轉向南唐稱臣。

## 逝世
- 馬希廣，五代十國時期馬楚國王。
- 郭謹，五代時後漢將領。
- 12月24日——楊邠，五代十國後漢重臣，官至樞密使、中書侍郎兼吏部尚書、同平章事，後漢隱帝時顧命大臣，被後漢隱帝所殺。
- 12月24日——史弘肇，五代十國後漢重臣，官至忠武軍節度使，後漢隱帝時顧命大臣，被後漢隱帝所殺。
- 12月24日——王章，五代十國後漢重臣，官至檢校太尉、同平章事，被後漢隱帝所殺。
- 12月24日——張貴妃)，後周太祖郭威的第三任妻子，後周建立後追封為貴妃。
- 12月24日——郭侗，後周太祖郭威的第二子。
- 12月24日——郭信，後周太祖郭威的第三子。
- 12月24日——莒國長公主，後周太祖郭威的第三女。
- 12月24日——柴宗誼，後周世宗柴榮的長子。
- 12月24日——柴誠，後周世宗柴榮的第二子。
- 12月24日——柴諴，後周世宗柴榮的第三子。
- 蘇逢吉，五代十國後漢重臣，官至樞密使、中書侍郎兼吏部尚書、同平章事，漢隱帝時顧命大臣，史弘肇死後權知樞密院，郭威起兵後自殺。
- 劉銖，五代時後漢大臣、酷吏，官至權知開封府事。